# Gleb Pavlovski
Gleb Olégovich Pavlovski (Odesa, 5 de marzo de 1951- Moscú, 26 de febrero de 2023) fue un político ruso. Él mismo se definió como tecnólogo político.

## Biografía
En sus primeros años, fue un joven intelectual inconformista seducido con las ideas de 1968, creía en el comunismo pero no en su versión soviética. Se graduó en historia. Desde 1974, que tuvo problemas con el KGB, fue miembro de la disidencia contra el régimen soviético. En 1982, fue arrestado, sentenciado y desterrado. Antes del juicio, colaboró con las autoridades pero durante el juicio se retractó de su testimonio. En 1985, regresó a Moscú y colaboró en varias iniciativas cívicas. Fue editor de la revista Vek XX i mir, una influyente revista intelectual, y desde entonces no ha parado de publicar pequeñas revistas.
En 1995, crea y dirige junto con Marat Gelman la Fundación para las políticas efectivas (FEP). Esta fundación colaboró en la campaña de la reelección de Borís Yeltsin de 1996 y, desde entonces, permaneció en la maquinaria política del gobierno ruso. Se cree que fue uno de los cerebros de la campaña de Vladímir Putin del 2000, y que tuvo relevancia en la campaña de reelección de 2004. Después de 2008, continuó trabajando para el gobierno, ahora asesorando a Dmitri Medvédev. La FEP ha colaborado en la creación de numerosas publicaciones, en formato impreso y digital, con información política afín a las decisiones del gobierno ruso como Lenta.ru, Gazeta.ru, Strana.ru o Vesti.ru.
En 1997, colabora en la creación y es el editor jefe de Russian Journal, publicación en línea sobre temas culturales, políticos y sociales. Esta revista fue una de las plataformas de mayor influencia creando un lugar y una comunidad donde los intelectuales rusos intercambiaban ideas.
En 2001, vende la mayor parte de sus activos medios aunque todavía mantuvo un importante papel en la vida política de Rusia.
Desde 2005 a 2008, Pavlovski organizó el programa de televisión semanal de comentario de noticias Real Politics, emitido por NTV Russia.
El 27 de abril de 2011, debido a sus ideas en contra de la presentación de Vladímir Putin a elecciones presidenciales de Rusia de 2012, el gobierno ruso prescinde de sus servicios,  pasando Pavlovski a la oposición al gobierno.
Fue un personaje ambiguo en quien contrastaba su inicial disidencia y declaración ambigua de objetivos con las actividades públicas y políticas de los últimos años.